# Almontaras
Almontaras (o Las Almontaras, también llamada popularmente Los Chavos) es una localidad y pedanía española perteneciente al municipio de Castril, en la provincia de Granada. Está situada en la zona suroeste del comarca de Huéscar. Cerca de esta localidad se encuentran los núcleos de Isidoros, Fuente Vera, Cortijillos y Alamillo.

## Geografía

### Topografía
La topografía de la localidad de Almontaras se define en general como zona elevada en el norte, llana en la parte sur y con desniveles en la superficie del terreno en el oeste. La altitud media de la zona es de unos 1000 metros sobre el nivel del mar. El punto más alto es el Cerro del Rey con 1300 metros y el valle del río Castril el punto más bajo con 800 metros.

### Situación
Almontaras se encuentra situada en el término municipal de Castril y al norte de la provincia de Granada. Dista 131 km de Granada capital.
Se integra dentro de la comarca de Huéscar, al oeste del Altiplano Granadino.
Esta pedanía se encuentra dentro del parque natural de la Sierra de Castril, un espacio natural protegido de gran atractivo turístico.
| Noroeste: Castril        | Norte: Fátima | Nordeste: Huéscar   |
| Oeste: Campocámara       |               | Este: Castilléjar   |
| Suroeste: Cortes de Baza | Sur: Baza     | Sureste: Benamaurel |

### Climatología
Almontaras tiene un clima de montaña y semidesértico. La temperatura media anual es 14.2 °C, el invierno es muy frío y largo y las nevadas aparecen en torno a unos 1000 m s. n. m. (metros sobre el nivel del mar). La primavera y el otoño son cortas y suaves, y el verano caluroso. La lluvia suele ser escasa y en verano suelen aparecer las tormentas que refrescan el ambiente.

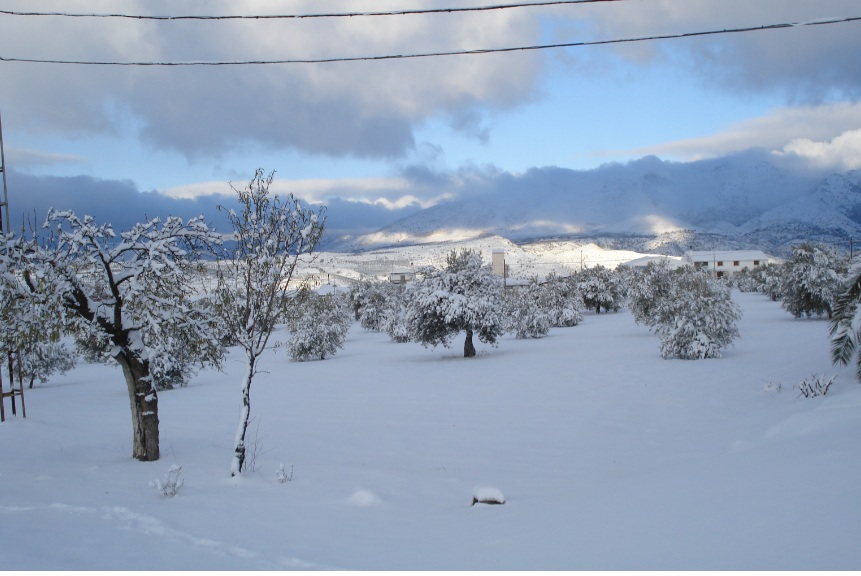
Campos del pueblo nevados

| Parámetros climáticos promedio de Almontaras | Parámetros climáticos promedio de Almontaras | Parámetros climáticos promedio de Almontaras | Parámetros climáticos promedio de Almontaras | Parámetros climáticos promedio de Almontaras | Parámetros climáticos promedio de Almontaras | Parámetros climáticos promedio de Almontaras | Parámetros climáticos promedio de Almontaras | Parámetros climáticos promedio de Almontaras | Parámetros climáticos promedio de Almontaras | Parámetros climáticos promedio de Almontaras | Parámetros climáticos promedio de Almontaras | Parámetros climáticos promedio de Almontaras | Parámetros climáticos promedio de Almontaras |
| Mes                                          | Ene.                                         | Feb.                                         | Mar.                                         | Abr.                                         | May.                                         | Jun.                                         | Jul.                                         | Ago.                                         | Sep.                                         | Oct.                                         | Nov.                                         | Dic.                                         | Anual                                        |
| -------------------------------------------- | -------------------------------------------- | -------------------------------------------- | -------------------------------------------- | -------------------------------------------- | -------------------------------------------- | -------------------------------------------- | -------------------------------------------- | -------------------------------------------- | -------------------------------------------- | -------------------------------------------- | -------------------------------------------- | -------------------------------------------- | -------------------------------------------- |
| Temp. media (°C)                             | 5.8                                          | 7.1                                          | 9.4                                          | 11.8                                         | 15.1                                         | 20.3                                         | 24.4                                         | 24.1                                         | 20.5                                         | 14.8                                         | 9.9                                          | 6.7                                          | 14.2                                         |
| Precipitación total (mm)                     | 43.6                                         | 44.3                                         | 54.6                                         | 59.3                                         | 45.6                                         | 20.5                                         | 7.8                                          | 9.5                                          | 26.8                                         | 48.6                                         | 45.6                                         | 45.2                                         | 460                                          |
| [cita requerida]                             |                                              |                                              |                                              |                                              |                                              |                                              |                                              |                                              |                                              |                                              |                                              |                                              |                                              |

## Demografía
Según el Instituto Nacional de Estadística de España, en el año 2022 Almontaras contaba con 278 habitantes censados, lo que representa el 13,77% de la población total del municipio.

### Evolución de la población
| Gráfica de evolución demográfica de Almontaras entre 2012 y 2022 |
|                                                                  |
| Datos según el nomenclátor publicado por el INE.                 |

## Cultura

### Fiestas populares

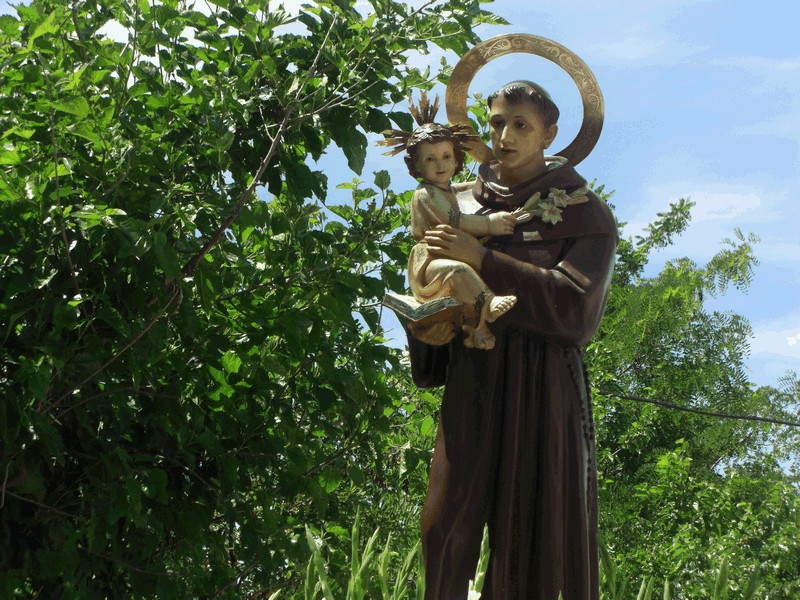
Patrón de Las Almontaras

Las Almontaras celebra sus fiestas patronales en torno al 13 de junio en honor a San Antonio de Padua, en las que cabe destacar la paellada de unos dos metros de diámetro —característica del Levante peninsular— que se hace para todos los vecinos y visitantes.

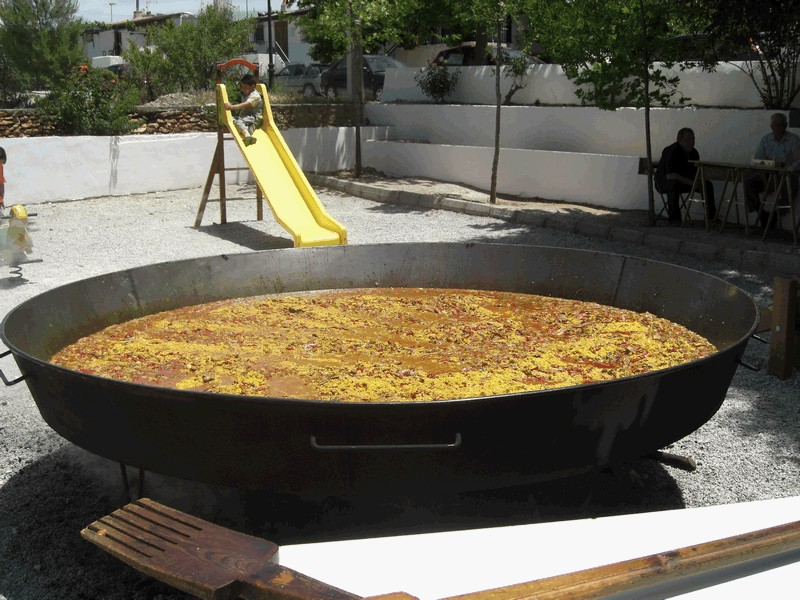
Tradicional paella del pueblo, para los visitantes

## Ocio y entretenimiento
Almontaras cuenta desde 2008 con la Asociación de Mujeres Fuente la Canalilla, organiza eventos y actividades relacionadas con la formación de género e igualdad, deporte y acciones dirigidas a fomentar la participación de las mujeres en la vida social y comunitaria.

## Gastronomía
En Almontaras los platos típicos que se elaboran prácticamente todo el año son: el guiso, el estofado, las sopas, el potaje y las pastas, acompañado de carnes, legumbres, hierbas aromáticas y pan, alimentos presentes en la dieta mediterránea. Son platos consistentes dado al frío invierno en la zona. Las migas de pan y de harina, maimones y las gachas son platos habituales en el pueblo.
En Semana Santa destaca el potaje de bacalao y en la repostería dulces como: torrijas, roscos fritos de aceite y flores manchegas.
La mistela es un licor de café casero que en Almontaras se suele preparar en Navidad, aunque se puede hacer en cualquier época del año, se acompañan en invierno con dulces como: roscos de vino, mantecados, hojaldres y empanadillas de cabello de ángel que producen las panaderías del pueblo.
En los meses de invierno se practica la matanza del cerdo con el objetivo de aprovechar su carne y para proporcionar embutidos durante un año para la alimentación de una familia.